# Grafički model
Grafički model je probabilistički model za koji graf označava uslovnu nezavisnost strukture između slučajnih promenljivih. Ovaj tip modela se često koristi u teoriji verovatnoće i statistici, a posebno u Bajesovoj statistici i mašinskom učenju.

## Literatura
- Bishop Christopher M. (2006). „Chapter 8. Graphical Models” (PDF). Pattern Recognition and Machine Learning. Springer. стр. 359—422. ISBN 0-387-31073-8. MR 2247587.
- Cowell Robert G.; Philip Dawid; Lauritzen Steffen L.; David Spiegelhalter (1999). Probabilistic networks and expert systems. Berlin: Springer. ISBN 0-387-98767-3. MR 1697175. A more advanced and statistically oriented book
- Jensen, Finn (1996). An introduction to Bayesian networks. Berlin: Springer. ISBN 0-387-91502-8.
- Daphne_Koller, Friedman N. (2009). Probabilistic Graphical Models. Massachusetts: MIT Press. стр. 1208. ISBN 0-262-01319-3.
- Judea Pearl (1988). Probabilistic Reasoning in Intelligent Systems (2nd revised изд.). San Mateo, CA: Morgan Kaufmann. ISBN 1-55860-479-0. MR 0965765. A computational reasoning approach, where the relationships between graphs and probabilities were formally introduced.
- Edoardo M. Airoldi (2007). „Getting Started in Probabilistic Graphical Models”. PLoS Computational Biology. 3 (12): e252. PMC 2134967 . PMID 18069887. doi:10.1371/journal.pcbi.0030252.

## Spoljašnje veze
- Bajesovo učenje[мртва веза]
- Grafički model